# Koeleria skrjabinii
Koeleria skrjabinii là một loài thực vật có hoa trong họ Hòa thảo. Loài này được Karav. & Tzvelev mô tả khoa học đầu tiên năm 1971.